# 欧塞迪雷斯
欧塞迪雷斯（法語：Auxey-Duresses，法語發音：[osɛ dyʁɛs]）是法国科多尔省的一个市镇，位于该省南部，属于博讷区。欧塞迪雷斯因酒庄而闻名。

## 地理
欧塞迪雷斯（46°59'12"N, 4°44'54"E）面积11.09 平方千米，位于法国勃艮第-弗朗什-孔泰大區科多尔省，该省份为法国中东部省份，北起奥布省，西接涅夫勒省和约讷省，南至索恩-卢瓦尔省，东南接汝拉省，东临上索恩省，东北部与上马恩省接壤。
与欧塞迪雷斯接壤的市镇（或旧市镇、城区）包括：圣欧班、拉罗什波、圣罗曼、博比尼、默尔索、蒙泰利。

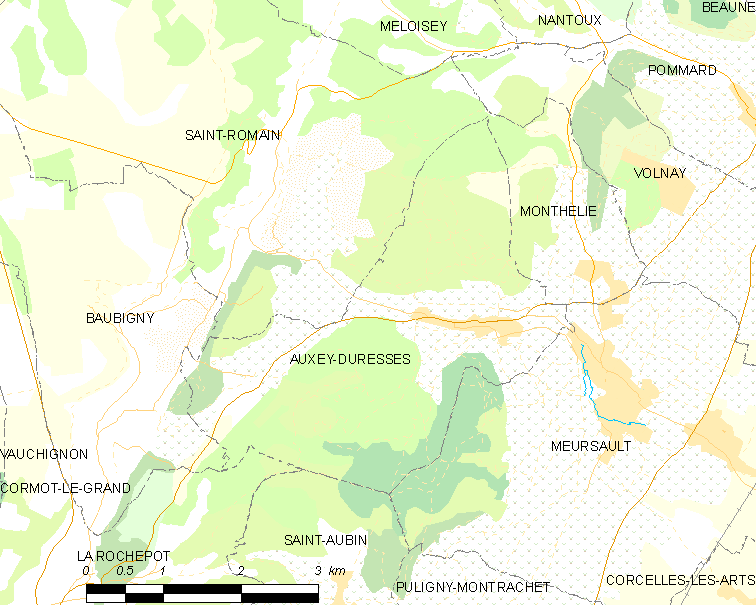
欧塞迪雷斯的OSM定位图

欧塞迪雷斯的时区为UTC+01:00、UTC+02:00（夏令时）。

## 行政
欧塞迪雷斯的邮政编码为21190，INSEE市镇编码为21037。

## 政治
欧塞迪雷斯所属的省级选区为拉杜瓦-塞里尼县。

## 人口

1962-2008年间欧塞迪雷斯人口变化图示

欧塞迪雷斯于2022年1月1日时的人口数量为297人。